# Фергюсон, Боб (политик)
Роберт Уотсон (Боб) Фергюсон (англ. Robert Watson (Bob) Ferguson; род. 23 февраля 1965, Сиэтл, Вашингтон) — американский политик, член Демократической партии. Губернатор штата Вашингтон (с 2025).

## Биография
Шестой из семерых детей в католической семье, провёл детство в Сиэтле. Мать преподавала в спецшколе, отец работал в корпорации Boeing. В период обучения в Вашингтонском университете возглавлял студенческое самоуправление, в дальнейшем учился в школе права Нью-Йоркского университета. В 2003 году начал политическую карьеру, победив на выборах в совет округа Кинг. Шахматист, максимальный рейтинг ФИДЕ за годы турнирных выступлений — 2235, имеет звание национального мастера Шахматной федерации США.
В 2013 году вступил в должность генерального прокурора штата Вашингтон. После издания президентом Трампом указа «Защита нации от въезда иностранных террористов в Соединённые Штаты», временно запрещавшего в въезд в США гражданам семи преимущественно мусульманских стран, Фергюсон публично протестовал, называя этот нормативный акт неконституционным.
В октябре 2017 года подал судебный иск против администрации Дональда Трампа из-за отмены Министерством здравоохранения введённого при Бараке Обаме разрешения работодателям включать в страховку сотрудников медицинские меры по «контролю рождаемости».
5 ноября 2024 года победил на губернаторских выборах с результатом 55,6 % республиканца Дэйва Райхерта.